# پلن بی انترتینمنت
پلن بی اینترتینمنت شرکت فیلمسازی آمریکایی، تأسیس سال ۲۰۰۲ است. این شرکت توسط بازیگر مشهور هالیوود، برد پیت و همسرش (پیشینش) جنیفر آنیستون و به‌همراه برد گری تأسیس شد. از سال ۲۰۰۶ و بعد از طلاق برد پیت و جنیفر آنیستون و پس از اینکه برد گری به پارامونت پیکچرز پیوست، برد پیت تنها مالک شرکت است.
این شرکت قراردادهای همکاری‌ای با پارامونت پیکچرز، برادران وارنر و فاکس قرن بیستم دارد.

## فیلم‌ها
عمده فیلم‌هایی که برد پیت در آنها به ایفای نقش پرداخته، از محصولات این شرکت هستند. از جملهٔ این فیلم‌ها می‌توان به این موارد اشاره کرد:
- تروآ
- چارلی و کارخانهٔ شکلات‌سازی
- جداافتاده
- کیک-اس
- درخت زندگی
- مانیبال
- به‌آرامی بکُش
- جنگ جهانی زد
- ۱۲ سال بردگی

## پیوند
- پلن بی اینترتینمنت در بانک اطلاعات اینترنتی فیلم‌ها